# Canguros (serie de televisión)
Canguros es una serie de televisión de comedia española emitida por Antena 3 entre los años 1994 y 1995.
La serie cuenta las peripecias de Alicia, personaje interpretado por Maribel Verdú, una joven estudiante de Medicina originaria de Almazán que se dedica a ser canguro (cuidadora de niños) en sus horas libres. Comparte piso con tres alocadas compañeras: Almudena (Ana Risueño), Rita (Silvia Marsó) y Sara (Lia Chapman). En la segunda temporada Rita deja la casa y su lugar es ocupado por Nancy (Paula Vázquez), mientras que en la tercera temporada el hueco de Sara es cubierto por Helena (Mar Flores).
Alicia tiene tres novios a la vez en la serie, lo que genera numerosos malentendidos en su día a día: Micky (Luis Merlo), Eugenio (Blas Moya) y Jorge (Xabier Elorriaga). Este último desaparece al comienzo de la segunda temporada y Alicia completa su terna de amantes con Fermín (Francis Lorenzo).
Otros personajes recurrentes son Amparo (Carmen Balagué), Fede (Fede Celada), el Casero (Santiago Segura) o el policía (Félix Cubero).
Además, actores como Aarón Guerrero, Jimmy Castro, Yohana Cobo, Alicia Beisner, Álvaro Monje, Lidia San José o Dafne Fernández, luego más populares por sus trabajos en otras series o películas, participaron en esta como niños de los que cuidaba la protagonista.
Antena 3 repuso Canguros en 2003. Ya en 2006, una década después de su estreno, en uno de sus canales de Televisión Digital Terrestre, Antena.Neox.
El canal autonómico Popular CLM recuperó la serie en noviembre de 2014 en el horario de la sobremesa, de lunes a viernes a las 15.00h
La serie fue escrita por una nueva generación de guionistas que no procedía de TVE, entre los que estaban Chus Gutiérrez, Juanjo Díaz Polo, Miguel Ángel Fernández y Joaquín Górriz.

## Premios y nominaciones (1 & 2)
- Fotogramas de Plata

| Año  | Categoría                  | Premiado      | Resultado     |
| ---- | -------------------------- | ------------- | ------------- |
| 1994 | Mejor actriz de televisión | Maribel Verdú | Ganadora      |
| 1994 | Mejor actriz de televisión | Silvia Marsó  | Semifinalista |

- Premios de la Unión de Actores

| Año  | Categoría                                     | Premiado     | Resultado |
| ---- | --------------------------------------------- | ------------ | --------- |
| 1994 | Mejor interpretación secundaria de televisión | Silvia Marsó | Nominada  |
| 1994 | Mejor interpretación secundaria de televisión | Luis Merlo   | Nominado  |